# Rozporek i Ska
Rozporek i Ska (alternatywny tytuł: Paskarze) – polski niemy film fabularny (komedia) z 1918 roku w reżyserii Konrada Toma. Obraz nie zachował się do dziś.

## Fabuła
Film jest farsą z życia warszawskich paskarzy.

## Obsada
- Józef Redo - hrabia Alfred Złotowąs
- Mary Mrozińska - Gizela, przyjaciółka Złotowąsa
- Edmund Gasiński - krawiec Jan Rozporek
- Wanda Szymborska - żona Rozporka
- Waleria Dobosz-Markowska - Wikta, córka Rozporków
- Konrad Tom - Daniel Kokiet
- Marceli Trapszo - Alojzy Kauzypedra
- Czesław Skonieczny - król paskarzy
- Tadeusz Skarżyński - Karol Bojarski
- Józef Pawłowski - służący